# Dr. Julius No
Prvi zlikovac u serijalima o poznatom britanskom tajnom agentu Jamesu Bondu. 
Dr. No je bio neželjeno dijete njemačkog vojnika i kineske djevojke. Pobjegao je iz Kine sa zlatnicima u vrijednosti 10 milijuna dolara koje je ukrao kineskoj mafiji te je njima financirao izgradnju svoje baze na malenome otoku Crab Keyu nedaleko od Jamajke. Njegove ruke su amputirane u nesreći kada je radio s radioaktivnim materijalima te su zamijenjene čeličnim "robotskim" rukama koje vješto skriva ispod rukavica. No se ponudio Amerikancima da im pomogne sa svojim znanjem, no oni su ga odbili pa im on kani uništiti svemirski program. Dr. No je i član terorističke grupe SPECTRE protiv kojih će se 007 boriti i u sljedećim nastavcima (Iz Rusije s ljubavlju, Samo dvaput se živi, U službi njenog Veličanstva i Dijamanti su vječni).